# Vuelta a Colombia Femenina 2018
La 3.ª edición de la competición ciclista Vuelta a Colombia Femenina (llamado oficialmente: Vivas y Seguras en las Vías), fue una carrera de ciclismo en ruta por etapas que se celebró entre el 10 al 14 de octubre de 2018 en Colombia sobre un recorrido de 372,6 kilómetros dividido en 5 etapas, con inicio en el municipio de Zipaquirá (Cundinamarca) y final en la ciudad de Sogamoso (Boyacá).
La carrera formó parte del Calendario UCI Femenino 2018, calendario ciclístico femenino dentro de la categoría UCI 2.2.
La carrera fue ganada por tercera vez consecutiva por la corredora colombiana Ana Cristina Sanabria de la selección nacional de Colombia, en segundo lugar Liliana Moreno (Team Proyecta Ingenieros) y en tercer lugar Marcela Prieto (Swapit Agolico).

## Equipos participantes
Tomaron parte en la carrera 20 equipos invitados por la organización, con la participación de 2 equipos de categoría UCI WorldTour Femenino, más 2 selecciones nacionales, y los otros equipos forman parte de la categoría aficionado del país. Formando así un pelotón de 101 ciclistas de los que acabaron 84. Los equipos participantes fueron:
| Equipos femeninos (2)- Swapit Agolico - Team Illuminate Equipos nacionales (2)- Colombia - Costa Rica Equipos femeninos de ciclismo amateur (16)- A Rueda Autolarte - Boyacá es Para Vivirla - Boyacá Raza de Campeones - Coldeportes Zenú - Avinal-Sistecredito-GW - Merquimia Team - Fundación Universitaria San Mateo - Construval-San Mateo - Mixto-Proyecta Ingenieros - Pedalea Cycling Team - IMRD Chía-Monserrate - Liga de Cordova-Gaviria - Bogotá IDRD-Fundación Gero - Team HyF Health - Natural Ropa Deportiva KG - Cycling Girls Team |
| |

## Recorrido
La Vuelta a Colombia Femenina dispuso de cinco etapas rodando por algunos de los municipios tradicionales de los departamentos de Cundinamarca, Boyacá y Santander dividido en una contrarreloj individual, dos etapas llanas, y dos etapas media montaña para un recorrido total de 372,6 kilómetros.
| Etapa     | Fecha     | Recorrido                     | type                    | Distancia (km) | Ganador               | Líder                 |
| --------- | --------- | ----------------------------- | ----------------------- | -------------- | --------------------- | --------------------- |
| 1.ª etapa | 10 de oct | Zipaquirá – Saboyá            | etapa llana             | 105,6          | Brenda Santoyo        | Brenda Santoyo        |
| 2.ª etapa | 11 de oct | Chiquinquirá – Vélez          | etapa escarpada         | 96,7           | Paula Patiño          | Brenda Santoyo        |
| 3.ª etapa | 12 de oct | Nobsa – Santa Rosa de Viterbo | contrarreloj individual | 25             | Ana Cristina Sanabria | Ana Cristina Sanabria |
| 4.ª etapa | 13 de oct | Duitama – Socha               | etapa escarpada         | 59,7           | Marcela Prieto        | Ana Cristina Sanabria |
| 5.ª etapa | 14 de oct | Sogamoso – Sogamoso           | etapa llana             | 85,6           | Lilibeth Chacón       | Ana Cristina Sanabria |

## Desarrollo de la carrera

### 1.ª etapa
| Zipaquirá - Saboyá | etapa llana | (105,6 km) |

| \| Clasificación de la etapa \| Clasificación de la etapa \| Clasificación de la etapa \| Clasificación de la etapa \| Clasificación de la etapa \| \| Ciclista \| Ciclista \| Equipo \| Tiempo \| \| \| ------------------------- \| ------------------------- \| -------------------------- \| ------------------------- \| ------------------------- \| \| 1.ª \| Brenda Santoyo \| Swapit Agolico \| 3 h 03 min 13 s \| \| \| 2.ª \| Ariadna Gutiérrez \| Swapit Agolico \| + 2 s \| \| \| 3.ª \| Liliana Moreno \| Mixto-Proyecta Ingenieros \| + 2 s \| \| \| 4.ª \| Paula Patiño \| Coldeportes Zenú \| + 5 s \| \| \| 5.ª \| Deisy Daniela Barrera \| Boyacá es Para Vivirla \| + 5 s \| \| \| 6.ª \| Ana Cristina Sanabria \| Colombia \| + 5 s \| \| \| 7.ª \| Tatiana Dueñas \| Coldeportes Zenú \| + 5 s \| \| \| 8.ª \| Lilibeth Chacón \| Cycling Girls Team \| + 8 s \| \| \| 9.ª \| Katherine Montoya \| Avinal-Sistecredito-GW \| + 8 s \| \| \| 10.ª \| Mónica Johana Vargas \| Bogotá IDRD-Fundación Gero \| + 8 s \| \| |                       |                            |                 |
| |                       |                            |                 |
| |                       |                            |                 |
| Clasificación de la etapa |                       |                            |                 |
| Ciclista | Ciclista              | Equipo                     | Tiempo          |
| 1.ª | Brenda Santoyo        | Swapit Agolico             | 3 h 03 min 13 s |
| 2.ª | Ariadna Gutiérrez     | Swapit Agolico             | + 2 s           |
| 3.ª | Liliana Moreno        | Mixto-Proyecta Ingenieros  | + 2 s           |
| 4.ª | Paula Patiño          | Coldeportes Zenú           | + 5 s           |
| 5.ª | Deisy Daniela Barrera | Boyacá es Para Vivirla     | + 5 s           |
| 6.ª | Ana Cristina Sanabria | Colombia                   | + 5 s           |
| 7.ª | Tatiana Dueñas        | Coldeportes Zenú           | + 5 s           |
| 8.ª | Lilibeth Chacón       | Cycling Girls Team         | + 8 s           |
| 9.ª | Katherine Montoya     | Avinal-Sistecredito-GW     | + 8 s           |
| 10.ª | Mónica Johana Vargas  | Bogotá IDRD-Fundación Gero | + 8 s           |

| \| Clasificación general \| Clasificación general \| Clasificación general \| Clasificación general \| Clasificación general \| \| Ciclista \| Ciclista \| Equipo \| Tiempo \| \| \| --------------------- \| --------------------- \| -------------------------- \| --------------------- \| --------------------- \| \| 1.ª \| Brenda Santoyo \| Swapit Agolico \| 3 h 02 min 59 s \| \| \| 2.ª \| Ariadna Gutiérrez \| Swapit Agolico \| + 10 s \| \| \| 3.ª \| Liliana Moreno \| Mixto-Proyecta Ingenieros \| + 12 s \| \| \| 4.ª \| Paula Patiño \| Coldeportes Zenú \| + 19 s \| \| \| 5.ª \| Deisy Daniela Barrera \| Boyacá es Para Vivirla \| + 19 s \| \| \| 6.ª \| Ana Cristina Sanabria \| Colombia \| + 19 s \| \| \| 7.ª \| Tatiana Dueñas \| Coldeportes Zenú \| + 19 s \| \| \| 8.ª \| Katherine Montoya \| Avinal-Sistecredito-GW \| + 20 s \| \| \| 9.ª \| Lilibeth Chacón \| Cycling Girls Team \| + 22 s \| \| \| 10.ª \| Mónica Johana Vargas \| Bogotá IDRD-Fundación Gero \| + 22 s \| \| |                       |                            |                 |
| |                       |                            |                 |
| |                       |                            |                 |
| Clasificación general |                       |                            |                 |
| Ciclista | Ciclista              | Equipo                     | Tiempo          |
| 1.ª | Brenda Santoyo        | Swapit Agolico             | 3 h 02 min 59 s |
| 2.ª | Ariadna Gutiérrez     | Swapit Agolico             | + 10 s          |
| 3.ª | Liliana Moreno        | Mixto-Proyecta Ingenieros  | + 12 s          |
| 4.ª | Paula Patiño          | Coldeportes Zenú           | + 19 s          |
| 5.ª | Deisy Daniela Barrera | Boyacá es Para Vivirla     | + 19 s          |
| 6.ª | Ana Cristina Sanabria | Colombia                   | + 19 s          |
| 7.ª | Tatiana Dueñas        | Coldeportes Zenú           | + 19 s          |
| 8.ª | Katherine Montoya     | Avinal-Sistecredito-GW     | + 20 s          |
| 9.ª | Lilibeth Chacón       | Cycling Girls Team         | + 22 s          |
| 10.ª | Mónica Johana Vargas  | Bogotá IDRD-Fundación Gero | + 22 s          |

### 2.ª etapa
| Chiquinquirá - Vélez | etapa escarpada | (96,7 km) |

| \| Clasificación de la etapa \| Clasificación de la etapa \| Clasificación de la etapa \| Clasificación de la etapa \| Clasificación de la etapa \| \| Ciclista \| Ciclista \| Equipo \| Tiempo \| \| \| ------------------------- \| ------------------------- \| -------------------------- \| ------------------------- \| ------------------------- \| \| 1.ª \| Paula Patiño \| Coldeportes Zenú \| 2 h 43 min 33 s \| \| \| 2.ª \| Liliana Moreno \| Mixto-Proyecta Ingenieros \| + 3 s \| \| \| 3.ª \| Ariadna Gutiérrez \| Mixto-Proyecta Ingenieros \| + 3 s \| \| \| 4.ª \| Brenda Santoyo \| Swapit Agolico \| + 6 s \| \| \| 5.ª \| Ana Cristina Sanabria \| Colombia \| + 14 s \| \| \| 6.ª \| Estefanía Herrera \| Coldeportes Zenú \| + 19 s \| \| \| 7.ª \| Marcela Prieto \| Swapit Agolico \| + 23 s \| \| \| 8.ª \| Miryam Núñez \| Cycling Girls Team \| + 23 s \| \| \| 9.ª \| Jessenia Meneses Gonzales \| Avinal-Sistecredito-GW \| + 23 s \| \| \| 10.ª \| Mónica Johana Vargas \| Bogotá IDRD-Fundación Gero \| + 23 s \| \| |                           |                            |                 |
| |                           |                            |                 |
| |                           |                            |                 |
| Clasificación de la etapa |                           |                            |                 |
| Ciclista | Ciclista                  | Equipo                     | Tiempo          |
| 1.ª | Paula Patiño              | Coldeportes Zenú           | 2 h 43 min 33 s |
| 2.ª | Liliana Moreno            | Mixto-Proyecta Ingenieros  | + 3 s           |
| 3.ª | Ariadna Gutiérrez         | Mixto-Proyecta Ingenieros  | + 3 s           |
| 4.ª | Brenda Santoyo            | Swapit Agolico             | + 6 s           |
| 5.ª | Ana Cristina Sanabria     | Colombia                   | + 14 s          |
| 6.ª | Estefanía Herrera         | Coldeportes Zenú           | + 19 s          |
| 7.ª | Marcela Prieto            | Swapit Agolico             | + 23 s          |
| 8.ª | Miryam Núñez              | Cycling Girls Team         | + 23 s          |
| 9.ª | Jessenia Meneses Gonzales | Avinal-Sistecredito-GW     | + 23 s          |
| 10.ª | Mónica Johana Vargas      | Bogotá IDRD-Fundación Gero | + 23 s          |

| \| Clasificación general \| Clasificación general \| Clasificación general \| Clasificación general \| Clasificación general \| \| Ciclista \| Ciclista \| Equipo \| Tiempo \| \| \| --------------------- \| ------------------------- \| -------------------------- \| --------------------- \| --------------------- \| \| 1.ª \| Brenda Santoyo \| Swapit Agolico \| 5 h 46 min 37 s \| \| \| 2.ª \| Paula Patiño \| Coldeportes Zenú \| + 4 s \| \| \| 3.ª \| Liliana Moreno \| Mixto-Proyecta Ingenieros \| + 4 s \| \| \| 4.ª \| Ariadna Gutiérrez \| Swapit Agolico \| + 4 s \| \| \| 5.ª \| Ana Cristina Sanabria \| Colombia \| + 28 s \| \| \| 6.ª \| Mónica Johana Vargas \| Bogotá IDRD-Fundación Gero \| + 40 s \| \| \| 7.ª \| Estefanía Herrera \| Coldeportes Zenú \| + 41 s \| \| \| 8.ª \| Marcela Prieto \| Swapit Agolico \| + 45 s \| \| \| 9.ª \| Miryam Núñez \| Cycling Girls Team \| + 45 s \| \| \| 10.ª \| Jessenia Meneses Gonzales \| Avinal-Sistecredito-GW \| + 1 min 03 s \| \| |                           |                            |                 |
| |                           |                            |                 |
| |                           |                            |                 |
| Clasificación general |                           |                            |                 |
| Ciclista | Ciclista                  | Equipo                     | Tiempo          |
| 1.ª | Brenda Santoyo            | Swapit Agolico             | 5 h 46 min 37 s |
| 2.ª | Paula Patiño              | Coldeportes Zenú           | + 4 s           |
| 3.ª | Liliana Moreno            | Mixto-Proyecta Ingenieros  | + 4 s           |
| 4.ª | Ariadna Gutiérrez         | Swapit Agolico             | + 4 s           |
| 5.ª | Ana Cristina Sanabria     | Colombia                   | + 28 s          |
| 6.ª | Mónica Johana Vargas      | Bogotá IDRD-Fundación Gero | + 40 s          |
| 7.ª | Estefanía Herrera         | Coldeportes Zenú           | + 41 s          |
| 8.ª | Marcela Prieto            | Swapit Agolico             | + 45 s          |
| 9.ª | Miryam Núñez              | Cycling Girls Team         | + 45 s          |
| 10.ª | Jessenia Meneses Gonzales | Avinal-Sistecredito-GW     | + 1 min 03 s    |

### 3.ª etapa
| Nobsa - Santa Rosa de Viterbo | contrarreloj individual | (25 km) |

| \| Clasificación de la etapa \| Clasificación de la etapa \| Clasificación de la etapa \| Clasificación de la etapa \| Clasificación de la etapa \| \| Ciclista \| Ciclista \| Equipo \| Tiempo \| \| \| ------------------------- \| ------------------------- \| ------------------------- \| ------------------------- \| ------------------------- \| \| 1.ª \| Ana Cristina Sanabria \| Colombia \| 39 min 58 s \| \| \| 2.ª \| Estefanía Herrera \| Coldeportes Zenú \| + 55 s \| \| \| 3.ª \| Brenda Santoyo \| Swapit Agolico \| + 1 min 05 s \| \| \| 4.ª \| Marcela Prieto \| Swapit Agolico \| + 1 min 08 s \| \| \| 5.ª \| Liliana Moreno \| Mixto-Proyecta Ingenieros \| + 1 min 30 s \| \| \| 6.ª \| Paula Patiño \| Coldeportes Zenú \| + 2 min 14 s \| \| \| 7.ª \| Miryam Núñez \| Cycling Girls Team \| + 2 min 15 s \| \| \| 8.ª \| Serika Gulumá \| Cycling Girls Team \| + 2 min 51 s \| \| \| 9.ª \| Lilibeth Chacón \| Cycling Girls Team \| + 3 min 09 s \| \| \| 10.ª \| Lorena Colmenares \| Boyacá Raza de Campeones \| + 3 min 14 s \| \| |                       |                           |              |
| |                       |                           |              |
| |                       |                           |              |
| Clasificación de la etapa |                       |                           |              |
| Ciclista | Ciclista              | Equipo                    | Tiempo       |
| 1.ª | Ana Cristina Sanabria | Colombia                  | 39 min 58 s  |
| 2.ª | Estefanía Herrera     | Coldeportes Zenú          | + 55 s       |
| 3.ª | Brenda Santoyo        | Swapit Agolico            | + 1 min 05 s |
| 4.ª | Marcela Prieto        | Swapit Agolico            | + 1 min 08 s |
| 5.ª | Liliana Moreno        | Mixto-Proyecta Ingenieros | + 1 min 30 s |
| 6.ª | Paula Patiño          | Coldeportes Zenú          | + 2 min 14 s |
| 7.ª | Miryam Núñez          | Cycling Girls Team        | + 2 min 15 s |
| 8.ª | Serika Gulumá         | Cycling Girls Team        | + 2 min 51 s |
| 9.ª | Lilibeth Chacón       | Cycling Girls Team        | + 3 min 09 s |
| 10.ª | Lorena Colmenares     | Boyacá Raza de Campeones  | + 3 min 14 s |

| \| Clasificación general \| Clasificación general \| Clasificación general \| Clasificación general \| Clasificación general \| \| Ciclista \| Ciclista \| Equipo \| Tiempo \| \| \| --------------------- \| ------------------------- \| ------------------------- \| --------------------- \| --------------------- \| \| 1.ª \| Ana Cristina Sanabria \| Colombia \| 6 h 27 min 03 s \| \| \| 2.ª \| Brenda Santoyo \| Swapit Agolico \| + 37 s \| \| \| 3.ª \| Liliana Moreno \| Mixto-Proyecta Ingenieros \| + 1 min 06 s \| \| \| 4.ª \| Estefanía Herrera \| Coldeportes Zenú \| + 1 min 08 s \| \| \| 5.ª \| Marcela Prieto \| Swapit Agolico \| + 1 min 25 s \| \| \| 6.ª \| Paula Patiño \| Coldeportes Zenú \| + 1 min 50 s \| \| \| 7.ª \| Miryam Núñez \| Cycling Girls Team \| + 2 min 32 s \| \| \| 8.ª \| Ariadna Gutiérrez \| Swapit Agolico \| + 3 min 14 s \| \| \| 9.ª \| Jessenia Meneses Gonzales \| Cycling Girls Team \| + 4 min 05 s \| \| \| 10.ª \| Jeniffer Medellin \| Mixto-Proyecta Ingenieros \| + 4 min 30 s \| \| |                           |                           |                 |
| |                           |                           |                 |
| |                           |                           |                 |
| Clasificación general |                           |                           |                 |
| Ciclista | Ciclista                  | Equipo                    | Tiempo          |
| 1.ª | Ana Cristina Sanabria     | Colombia                  | 6 h 27 min 03 s |
| 2.ª | Brenda Santoyo            | Swapit Agolico            | + 37 s          |
| 3.ª | Liliana Moreno            | Mixto-Proyecta Ingenieros | + 1 min 06 s    |
| 4.ª | Estefanía Herrera         | Coldeportes Zenú          | + 1 min 08 s    |
| 5.ª | Marcela Prieto            | Swapit Agolico            | + 1 min 25 s    |
| 6.ª | Paula Patiño              | Coldeportes Zenú          | + 1 min 50 s    |
| 7.ª | Miryam Núñez              | Cycling Girls Team        | + 2 min 32 s    |
| 8.ª | Ariadna Gutiérrez         | Swapit Agolico            | + 3 min 14 s    |
| 9.ª | Jessenia Meneses Gonzales | Cycling Girls Team        | + 4 min 05 s    |
| 10.ª | Jeniffer Medellin         | Mixto-Proyecta Ingenieros | + 4 min 30 s    |

### 4.ª etapa
| Duitama - Socha | etapa escarpada | (59,7 km) |

| \| Clasificación de la etapa \| Clasificación de la etapa \| Clasificación de la etapa \| Clasificación de la etapa \| Clasificación de la etapa \| \| Ciclista \| Ciclista \| Equipo \| Tiempo \| \| \| ------------------------- \| ------------------------- \| ------------------------- \| ------------------------- \| ------------------------- \| \| 1.ª \| Marcela Prieto \| Swapit Agolico \| 1 h 44 min 09 s \| \| \| 2.ª \| Ana Cristina Sanabria \| Colombia \| + 0 s \| \| \| 3.ª \| Liliana Moreno \| Mixto-Proyecta Ingenieros \| + 0 s \| \| \| 4.ª \| Paula Patiño \| Coldeportes Zenú \| + 15 s \| \| \| 5.ª \| Miryam Núñez \| Cycling Girls Team \| + 15 s \| \| \| 6.ª \| Estefanía Herrera \| Coldeportes Zenú \| + 17 s \| \| \| 7.ª \| Lilibeth Chacón \| Cycling Girls Team \| + 17 s \| \| \| 8.ª \| Brenda Santoyo \| Swapit Agolico \| + 59 s \| \| \| 9.ª \| Ariadna Gutiérrez \| Swapit Agolico \| + 59 s \| \| \| 10.ª \| Natalia Pardo \| Coldeportes Zenú \| + 1 min 46 s \| \| |                       |                           |                 |
| |                       |                           |                 |
| |                       |                           |                 |
| Clasificación de la etapa |                       |                           |                 |
| Ciclista | Ciclista              | Equipo                    | Tiempo          |
| 1.ª | Marcela Prieto        | Swapit Agolico            | 1 h 44 min 09 s |
| 2.ª | Ana Cristina Sanabria | Colombia                  | + 0 s           |
| 3.ª | Liliana Moreno        | Mixto-Proyecta Ingenieros | + 0 s           |
| 4.ª | Paula Patiño          | Coldeportes Zenú          | + 15 s          |
| 5.ª | Miryam Núñez          | Cycling Girls Team        | + 15 s          |
| 6.ª | Estefanía Herrera     | Coldeportes Zenú          | + 17 s          |
| 7.ª | Lilibeth Chacón       | Cycling Girls Team        | + 17 s          |
| 8.ª | Brenda Santoyo        | Swapit Agolico            | + 59 s          |
| 9.ª | Ariadna Gutiérrez     | Swapit Agolico            | + 59 s          |
| 10.ª | Natalia Pardo         | Coldeportes Zenú          | + 1 min 46 s    |

| \| Clasificación general \| Clasificación general \| Clasificación general \| Clasificación general \| Clasificación general \| \| Ciclista \| Ciclista \| Equipo \| Tiempo \| \| \| --------------------- \| --------------------- \| ------------------------- \| --------------------- \| --------------------- \| \| 1.ª \| Ana Cristina Sanabria \| Colombia \| 8 h 11 min 06 s \| \| \| 2.ª \| Liliana Moreno \| Mixto-Proyecta Ingenieros \| + 1 min 08 s \| \| \| 3.ª \| Marcela Prieto \| Mixto-Proyecta Ingenieros \| + 1 min 21 s \| \| \| 4.ª \| Estefanía Herrera \| Coldeportes Zenú \| + 1 min 31 s \| \| \| 5.ª \| Brenda Santoyo \| Swapit Agolico \| + 1 min 42 s \| \| \| 6.ª \| Paula Patiño \| Coldeportes Zenú \| + 2 min 11 s \| \| \| 7.ª \| Miryam Núñez \| Cycling Girls Team \| + 2 min 50 s \| \| \| 8.ª \| Ariadna Gutiérrez \| Swapit Agolico \| + 4 min 19 s \| \| \| 9.ª \| Lilibeth Chacón \| Cycling Girls Team \| + 5 min 28 s \| \| \| 10.ª \| Natalia Pardo \| Coldeportes Zenú \| + 6 min 30 s \| \| |                       |                           |                 |
| |                       |                           |                 |
| |                       |                           |                 |
| Clasificación general |                       |                           |                 |
| Ciclista | Ciclista              | Equipo                    | Tiempo          |
| 1.ª | Ana Cristina Sanabria | Colombia                  | 8 h 11 min 06 s |
| 2.ª | Liliana Moreno        | Mixto-Proyecta Ingenieros | + 1 min 08 s    |
| 3.ª | Marcela Prieto        | Mixto-Proyecta Ingenieros | + 1 min 21 s    |
| 4.ª | Estefanía Herrera     | Coldeportes Zenú          | + 1 min 31 s    |
| 5.ª | Brenda Santoyo        | Swapit Agolico            | + 1 min 42 s    |
| 6.ª | Paula Patiño          | Coldeportes Zenú          | + 2 min 11 s    |
| 7.ª | Miryam Núñez          | Cycling Girls Team        | + 2 min 50 s    |
| 8.ª | Ariadna Gutiérrez     | Swapit Agolico            | + 4 min 19 s    |
| 9.ª | Lilibeth Chacón       | Cycling Girls Team        | + 5 min 28 s    |
| 10.ª | Natalia Pardo         | Coldeportes Zenú          | + 6 min 30 s    |

### 5.ª etapa
| Sogamoso - Sogamoso | etapa llana | (85,6 km) |

| \| Clasificación de la etapa \| Clasificación de la etapa \| Clasificación de la etapa \| Clasificación de la etapa \| Clasificación de la etapa \| \| Ciclista \| Ciclista \| Equipo \| Tiempo \| \| \| ------------------------- \| ------------------------- \| --------------------------------- \| ------------------------- \| ------------------------- \| \| 1.ª \| Lilibeth Chacón \| Cycling Girls Team \| 1 h 48 min 22 s \| \| \| 2.ª \| Milena Salcedo \| Colombia \| + 0 s \| \| \| 3.ª \| Vanesa Martínez \| A Rueda Autolarte \| + 0 s \| \| \| 4.ª \| Ingrid Porras \| Fundación Universitaria San Mateo \| + 0 s \| \| \| 5.ª \| Sindra Narváez \| Cycling Girls Team \| + 0 s \| \| \| 6.ª \| María Latriglia \| Pedalea Cycling Team \| + 0 s \| \| \| 7.ª \| Jeniffer Medellin \| Mixto-Proyecta Ingenieros \| + 0 s \| \| \| 8.ª \| Yaneth González \| Fundación Universitaria San Mateo \| + 0 s \| \| \| 9.ª \| Lorena Colmenares \| Boyacá Raza de Campeones \| + 0 s \| \| \| 10.ª \| Brenda Santoyo \| Swapit Agolico \| + 0 s \| \| |                   |                                   |                 |
| |                   |                                   |                 |
| |                   |                                   |                 |
| Clasificación de la etapa |                   |                                   |                 |
| Ciclista | Ciclista          | Equipo                            | Tiempo          |
| 1.ª | Lilibeth Chacón   | Cycling Girls Team                | 1 h 48 min 22 s |
| 2.ª | Milena Salcedo    | Colombia                          | + 0 s           |
| 3.ª | Vanesa Martínez   | A Rueda Autolarte                 | + 0 s           |
| 4.ª | Ingrid Porras     | Fundación Universitaria San Mateo | + 0 s           |
| 5.ª | Sindra Narváez    | Cycling Girls Team                | + 0 s           |
| 6.ª | María Latriglia   | Pedalea Cycling Team              | + 0 s           |
| 7.ª | Jeniffer Medellin | Mixto-Proyecta Ingenieros         | + 0 s           |
| 8.ª | Yaneth González   | Fundación Universitaria San Mateo | + 0 s           |
| 9.ª | Lorena Colmenares | Boyacá Raza de Campeones          | + 0 s           |
| 10.ª | Brenda Santoyo    | Swapit Agolico                    | + 0 s           |

## Clasificaciones finales
- Las clasificaciones finalizaron de la siguiente forma:[6]

### Clasificación general
| \| Clasificación general \| Clasificación general \| Clasificación general \| Clasificación general \| Clasificación general \| \| Ciclista \| Ciclista \| Equipo \| Tiempo \| \| \| --------------------- \| --------------------- \| ------------------------- \| --------------------- \| --------------------- \| \| 1.ª \| Ana Cristina Sanabria \| Colombia \| 9 h 59 min 28 s \| \| \| 2.ª \| Liliana Moreno \| Mixto-Proyecta Ingenieros \| + 1 min 06 s \| \| \| 3.ª \| Marcela Prieto \| Swapit Agolico \| + 1 min 21 s \| \| \| 4.ª \| Estefanía Herrera \| Coldeportes Zenú \| + 1 min 26 s \| \| \| 5.ª \| Brenda Santoyo \| Swapit Agolico \| + 1 min 39 s \| \| \| 6.ª \| Paula Patiño \| Coldeportes Zenú \| + 2 min 11 s \| \| \| 7.ª \| Miryam Núñez \| Cycling Girls Team \| + 2 min 50 s \| \| \| 8.ª \| Ariadna Gutiérrez \| Swapit Agolico \| + 4 min 19 s \| \| \| 9.ª \| Lilibeth Chacón \| Cycling Girls Team \| + 5 min 18 s \| \| \| 10.ª \| Natalia Pardo \| Coldeportes Zenú \| + 6 min 30 s \| \| |                       |                           |                 |
| |                       |                           |                 |
| Fuente: ProCyclingStats |                       |                           |                 |
| Clasificación general |                       |                           |                 |
| Ciclista | Ciclista              | Equipo                    | Tiempo          |
| 1.ª | Ana Cristina Sanabria | Colombia                  | 9 h 59 min 28 s |
| 2.ª | Liliana Moreno        | Mixto-Proyecta Ingenieros | + 1 min 06 s    |
| 3.ª | Marcela Prieto        | Swapit Agolico            | + 1 min 21 s    |
| 4.ª | Estefanía Herrera     | Coldeportes Zenú          | + 1 min 26 s    |
| 5.ª | Brenda Santoyo        | Swapit Agolico            | + 1 min 39 s    |
| 6.ª | Paula Patiño          | Coldeportes Zenú          | + 2 min 11 s    |
| 7.ª | Miryam Núñez          | Cycling Girls Team        | + 2 min 50 s    |
| 8.ª | Ariadna Gutiérrez     | Swapit Agolico            | + 4 min 19 s    |
| 9.ª | Lilibeth Chacón       | Cycling Girls Team        | + 5 min 18 s    |
| 10.ª | Natalia Pardo         | Coldeportes Zenú          | + 6 min 30 s    |

### Clasificación de la montaña
| Clasificación de la montaña | Clasificación de la montaña | Clasificación de la montaña | Clasificación de la montaña | Clasificación de la montaña |
| Ciclista                    | Ciclista                    | Equipo                      | Puntos                      |                             |
| --------------------------- | --------------------------- | --------------------------- | --------------------------- | --------------------------- |
| 1.ª                         | Liliana Moreno              | Mixto-Proyecta Ingenieros   | 31 pts                      |                             |
| 2.ª                         | Ana Cristina Sanabria       | Colombia                    | 25 pts                      |                             |
| 3.ª                         | Paula Patiño                | Coldeportes Zenú            | 20 pts                      |                             |
| 4.ª                         | Lilibeth Chacón             | Cycling Girls Team          | 17 pts                      |                             |
| 5.ª                         | Marcela Prieto              | Swapit Agolico              | 13 pts                      |                             |
| 6.ª                         | Natalia Muñoz               | Pedalea Cycling Team        | 7 pts                       |                             |
| 7.ª                         | Brenda Santoyo              | Swapit Agolico              | 6 pts                       |                             |
| 8.ª                         | Miryam Núñez                | Cycling Girls Team          | 6 pts                       |                             |
| 9.ª                         | Natalia Pardo               | Coldeportes Zenú            | 4 pts                       |                             |
| 10.ª                        | Estefanía Herrera           | Coldeportes Zenú            | 4 pts                       |                             |

### Clasificación por puntos
| Clasificación por puntos | Clasificación por puntos | Clasificación por puntos  | Clasificación por puntos | Clasificación por puntos |
| Ciclista                 | Ciclista                 | Equipo                    | Puntos                   |                          |
| ------------------------ | ------------------------ | ------------------------- | ------------------------ | ------------------------ |
| 1.ª                      | Brenda Santoyo           | Swapit Agolico            | 46 pts                   |                          |
| 2.ª                      | Liliana Moreno           | Mixto-Proyecta Ingenieros | 40 pts                   |                          |
| 3.ª                      | Paula Patiño             | Coldeportes Zenú          | 36 pts                   |                          |
| 4.ª                      | Ana Cristina Sanabria    | Colombia                  | 35 pts                   |                          |
| 5.ª                      | Milena Salcedo           | Colombia                  | 32 pts                   |                          |
| 6.ª                      | Marcela Prieto           | Swapit Agolico            | 27 pts                   |                          |
| 7.ª                      | Lilibeth Chacón          | Cycling Girls Team        | 27 pts                   |                          |
| 8.ª                      | Estefanía Herrera        | Coldeportes Zenú          | 26 pts                   |                          |
| 9.ª                      | Ariadna Gutiérrez        | Swapit Agolico            | 25 pts                   |                          |
| 10.ª                     | Miryam Núñez             | Cycling Girls Team        | 18 pts                   |                          |

### Clasificación de las metas volantes
| Clasificación de las metas volantes | Clasificación de las metas volantes | Clasificación de las metas volantes | Clasificación de las metas volantes | Clasificación de las metas volantes |
| Ciclista                            | Ciclista                            | Equipo                              | Puntos                              |                                     |
| ----------------------------------- | ----------------------------------- | ----------------------------------- | ----------------------------------- | ----------------------------------- |
| 1.ª                                 | Milena Salcedo                      | Colombia                            | 20 pts                              |                                     |
| 2.ª                                 | Katherine Montoya                   | Avinal-Sistecredito-GW              | 10 pts                              |                                     |
| 3.ª                                 | Brenda Santoyo                      | Swapit Agolico                      | 8 pts                               |                                     |
| 4.ª                                 | Vanesa Martínez                     | A Rueda Autolarte                   | 6 pts                               |                                     |
| 5.ª                                 | Estefanía Herrera                   | Coldeportes Zenú                    | 5 pts                               |                                     |
| 6.ª                                 | Miryam Núñez                        | Cycling Girls Team                  | 3 pts                               |                                     |
| 7.ª                                 | Andrea Ramírez Fregoso              | Swapit Agolico                      | 3 pts                               |                                     |
| 8.ª                                 | Lina Hernández                      | Avinal-Sistecredito-GW              | 3 pts                               |                                     |
| 9.ª                                 | Liliana Moreno                      | Mixto-Proyecta Ingenieros           | 2 pts                               |                                     |
| 10.ª                                | Natalia Pardo                       | Coldeportes Zenú                    | 2 pts                               |                                     |

### Clasificación sub-23
| Clasificación sub-23 | Clasificación sub-23   | Clasificación sub-23       | Clasificación sub-23 | Clasificación sub-23 |
| Ciclista             | Ciclista               | Equipo                     | Tiempo               |                      |
| -------------------- | ---------------------- | -------------------------- | -------------------- | -------------------- |
| 1.ª                  | Brenda Santoyo         | Swapit Agolico             | 10 h 01 min 07 s     |                      |
| 2.ª                  | Paula Patiño           | Coldeportes Zenú           | + 32 s               |                      |
| 3.ª                  | Vanesa Martínez        | A Rueda Autolarte          | + 5 min 49 s         |                      |
| 4.ª                  | Andrea Ramírez Fregoso | Swapit Agolico             | + 8 min 20 s         |                      |
| 5.ª                  | Tatiana Dueñas         | Coldeportes Zenú           | + 8 min 39 s         |                      |
| 6.ª                  | Daniela Atehortua      | Avinal-Sistecredito-GW     | + 10 min 39 s        |                      |
| 7.ª                  | Lina Rojas Zapata      | Bogotá IDRD-Fundación Gero | + 11 min 26 s        |                      |
| 8.ª                  | Daisy Puin             | A Rueda Autolarte          | + 13 min 22 s        |                      |
| 9.ª                  | María Latriglia        | Pedalea Cycling Team       | + 14 min 32 s        |                      |

### Clasificación por equipos
| Clasificación por equipos | Clasificación por equipos  | Clasificación por equipos | Clasificación por equipos |
| Equipo                    | Equipo                     | Tiempo                    |                           |
| ------------------------- | -------------------------- | ------------------------- | ------------------------- |
| 1.º                       | Swapit Agolico             | 30 h 06 min 21 s          |                           |
| 2.º                       | Coldeportes Zenú           | + 2 s                     |                           |
| 3.º                       | Cycling Girls Team         | + 12 s                    |                           |
| 4.º                       | Mixto-Proyecta Ingenieros  | + 16 s                    |                           |
| 5.º                       | Colombia                   | + 20 s                    |                           |
| 6.º                       | Avinal-Sistecredito-GW     | + 29 s                    |                           |
| 7.º                       | A Rueda Autolarte          | + 37 s                    |                           |
| 8.º                       | Bogotá IDRD-Fundación Gero | + 40 s                    |                           |
| 9.º                       | Boyacá Raza de Campeones   | + 42 s                    |                           |
| 10.º                      | Merquimia Team             | + 47 s                    |                           |

## Evolución de las clasificaciones
| Etapa                   | Vencedor                | Clasificación general | Clasificación de la montaña | Clasificación por puntos | Clasificación de las metas volantes | Clasificación sub-23 | Clasificación por equipos |
| ----------------------- | ----------------------- | --------------------- | --------------------------- | ------------------------ | ----------------------------------- | -------------------- | ------------------------- |
| 1.ª                     | Brenda Santoyo          | Brenda Santoyo        | Liliana Moreno              | Brenda Santoyo           | Milena Salcedo                      | Brenda Santoyo       | Swapit Agolico            |
| 2.ª                     | Paula Patiño            | Brenda Santoyo        | Liliana Moreno              | Brenda Santoyo           | Milena Salcedo                      | Brenda Santoyo       | Swapit Agolico            |
| 3.ª                     | Ana Cristina Sanabria   | Ana Cristina Sanabria | Liliana Moreno              | Brenda Santoyo           | Milena Salcedo                      | Brenda Santoyo       | Swapit Agolico            |
| 4.ª                     | Marcela Prieto          | Ana Cristina Sanabria | Liliana Moreno              | Brenda Santoyo           | Milena Salcedo                      | Brenda Santoyo       | Swapit Agolico            |
| 5.ª                     | Lilibeth Chacón         | Ana Cristina Sanabria | Liliana Moreno              | Brenda Santoyo           | Milena Salcedo                      | Brenda Santoyo       | Swapit Agolico            |
| Clasificaciones finales | Clasificaciones finales | Ana Cristina Sanabria | Liliana Moreno              | Brenda Santoyo           | Milena Salcedo                      | Brenda Santoyo       | Swapit Agolico            |